# NGC 3073
NGC 3073 ist eine elliptische Zwerggalaxie mit aktivem Galaxienkern vom Hubble-Typ E/SB0 im Sternbild Großer Bär am Nordsternhimmel. Sie ist schätzungsweise 53 Millionen Lichtjahre von der Milchstraße entfernt. Die Entfernungsmessungen basierend auf den Radialgeschwindigkeiten stimmen nicht mit den rotverschiebungsunabhängigen Entfernungsschätzungen von 88 ± 26 Millionen Lichtjahren überein.

Im selben Himmelsareal befindet sich u. a. die Galaxie NGC 3079.
Das Objekt wurde am 1. April 1790 vom deutsch-britischen Astronomen Wilhelm Herschel entdeckt.